# 진형구
진형구(秦炯九, 1945년 9월 24일 ~ )는 대한민국의 검사 출신 법조인이다. 제17대 대검찰청 공안부장과 대전고등검찰청 검사장 등을 역임했다.

## 생애
1967년 서울대학교 전기공학과를 졸업한 후 1970년 제11회 사법시험에 합격하였고 사법연수원을 1기로 수료했다. 검사에 임용된 이후에는 주로 기획통으로 활약했다. 활달하고 솔직 담백한 성품으로 업무 추진력이 남다르고, 명분보다 실리를 우선했으며, 검찰실무, 법무행정에도 뛰어난 능력을 보이면서 후배 검사들의 신망을 얻었다. 
1975년 2월 서울대학교 대학원에서 형사법 전공으로 법학 석사 학위를 취득했다.
1989년 서울지방검찰청 서부지청 형사2부장, 1990년에 서울고등검찰청 검사, 1991년 서울지방검찰청 총무부장, 1992년 서울지방검찰청 조사부장, 1993년 서울지방검찰청 제2차장검사, 1994년 서울지방검찰청 서부지청장이 되었다. 1995년에 검사장으로 승진하여 대검찰청 공판송무부장을 거쳐 1997년에 대검찰청 감찰부장이 되었고, 1998년 김대중 정부에서 대검찰청 공안부장으로 영전했다. 공안경력 없이 1998년에 대한민국 대검찰청 공안부장으로 발탁된 배경에  김태정 검찰총장이 주창한 "`新공안'을 뒷받침하려는 게 아니냐"는 관측도 있었다. 이때 "지하철 노조 파업을 깔끔하게 처리하여 신임을 얻었다"는 평가를 받았으며 검찰내 경복고등학교 인맥의 좌장격으로 탁월한 친화력을 지녀 언론계와 정계에 지인이 많다. 대검찰청 공안부장으로 있으면서 판문점 총격 요청 사건때 이회창 한나라당 총재 소환 방침을 흘리는 등 "신중하지 못하다"는 평가를 받았다.
1999년 대전고등검찰청 검사장이 되었으나, 6월 7일 기자들과 만난 자리에서 했던 조폐공사 파업 유도 발언으로 김태정 법무부 장관이 지휘 책임을 물어 해임되면서 진형구도 발언 당사자로서 대전고검장에서 직권 면직되었다.
진형구는 2002년 12월 27일에 "평생 법조인으로 쌓은 경험을 앞으로는 언론인으로서 사회에 보답하고 싶다"며 "중국은 우리와 가장 가까운 이웃이고 무역, 유학생 진출 등에서 최대 교류국가인데도 너무 모르고 있다는 생각이 들어 인민일보와 제휴를 맺은 김에 중국을 제대로 알려야겠다고 판단했다"고 하면서‘차이나 라이프’라는 중국관련 종합전문지 발행인이 되었으며 또 "민주주의를 실천하려면 해공의 삶을 따라하면 된다고 생각했다"면서 "유명무실해진 해공의 기념사업을 제대로 한번 해보고 싶다"면서 신익희 선생 기념사업회 추진위원장을 맡은 배경을 밝혔다.

## 파업유도 사건
조폐공사 노조 파업유도 의혹 사건을 수사했던 검찰 특별수사본부(본부장 이훈규)에 의해 1998년 9월 강희복 조폐공사 사장에게 옥천, 경산 조폐창의 조기 통폐합을 요구하며 "만일 노조파업이 일어나면 불법 파업인 만큼 강경대응하겠다"고 약속한 직권남용, 업무방해와 노동관계조정법 위반 혐의로 1999년 7월 28일 구속영장이 청구되어 서울지방법원 홍석범 영장전담판사에 의해 "도주우려는 없어 보이나 사안이 중한데다 증거인멸의 우려가 있다"며 발부된 영장에 의해 구속됐다.
서울지방법원 형사합의30부(재판장 이근웅)는 1999년 8월 25일에 "사안의 성격상 피고인에 대한 선고 형량이 높지 않은데다 불구속 상태에서 유,무죄 여부에 대한 충분한 변론을 할 필요가 있다"며 "진씨가 석방 이후 자신의 입장과 다른 강희복의 진술을 변화시키는 등 증거를 인멸하거나 도주할 우려가 적은 것으로 보인다"면서 "보증금 2천만원에 보석을 허가했다.
조폐공사 파업유도 사건에 대해 국회에서 특별검사법이 통과되면서 1999년 11월 4일 검찰출신 변호사인 허용진 특별수사관에 의하여 1차 조사가 이뤄진데 이어 11월 8일 강원일 특별검사에 의해 직접 조사를 했다.
1999년 8월 27일 국회에서 열린 조폐공사 파업유도 국정조사 청문회에서 증인으로 출석하여 "파업유도를 위해 조폐공사의 구조조정을 강행하라고 압박했다"는 검찰의 공소사실에 대해 "명백한 것은 공소사실에 대해 인정하지 않고 있는 것"이라면서 "검찰수사 과정에서도 강희복 전 조폐공사 사장에게 압력을 가한 사실이 없다고 진술했다"고 하면서 강희복과의 관계에 대해서 "강희복이 찾아와 노사문제를 논의해 순수한 법률자문에 응했을 뿐"이라고 했다; 일부 기자들에게 파업유도 발언을 했던 1999년 6월 7일 상황에 대해서는 "술에 취한 상태에서 조폐공사 파업사태를 원만히 수습했다는 사실에 대해 자랑하고 싶은 마음에서 오해를 사는 실언을 한 것 같다"고 했다.
서울지방법원 형사합의22부(최병덕 부장판사)는 2001년 7월 27일 조폐공사 옥천 경산조폐창 조기 통폐합을 지시한 혐의(직권남용) 등으로 기소된 진 전부장에 대해 "조폐창의 조기 통폐합 결정 및 시행과정 등에 비춰볼 때 진씨가 압력을 행사했다고 보이지 않으며 이에 대한 강씨의 진술도 일관성이 없어 신빙성을 인정하기 어렵다"며 "조기 통폐합은 공사가 자율적으로 결정해 시행했다고 볼 수밖에 없다"며 노동조합법 위반(제3자 개입금지) 혐의만을 유죄로 인정해 징역 1년 집행유예 2년을 선고하면서 "진씨의 파업유도 발언은 진씨가 조폐공사의 구조조정 문제를 잘 해결했다고 자신의 업적을 과장되게 인식하고 있던 중 술에 취한 나머지 이를 부풀려 말한 것으로 보이므로 이를 파업유도의 유죄 판단 근거로 삼을 수 없다”고 덧붙였다. 항소심에서 징역 8월 집행유예 1년으로 감행되었고 이는 대법원에서 2005년 4월 15일에 "피고인이 강희복 조폐공사 사장에게 전화로 ‘빨리 직장폐쇄를 풀고 구조조정을 단행하라’고 말한 것은 단순한 조언이나 권고를 넘어 강 사장의 직장폐쇄 결정에 영향을 끼칠 수 있는 구체적인 행위를 한 것"이라며 "이는 권한 없는 자의 쟁의행위 간여를 금지한 노동조합법을 위반한 것"이라고 밝히면서 유죄 인정을 정당한 것으로 보면서 "여러 증거와 정황상 피고인의 전화 행위가 강 사장의 조폐창 조기통합의 원인이 됐다거나 강 사장의 경영업무에 방해가 됐다고 볼 수 없다는 판단에 따라 직권남용죄와 업무방해죄에 대해 무죄를 선고한 원심은 정당하다"며 상고기각으로 형이 확정되었다.
조폐공사 파업 유도 특검 당시 특검보를 했던 김형태 변호사는 "진형구가 '조폐공사 사장을 시켜 파업을 유도했다'는 사실을 본인이 떠들었고, 이를 뒷받침 되는 증거인 공문서가 많아서 충분히 기소할 수 있는 상황이었다. 그런데 수사 대상 검사들이 쳐들어와 '자료를 내놓으라'고 하는 과정에서 강원일 특검이 이를 막아주지 않아 나는 사실상 쫓겨난 셈이다. 내가 사퇴하자 검찰 출신 중심 특검은 공안부장의 파업 유도 자백은 취중 거짓말이고 공문서도 허위라고 이상한 결론을 내버렸다. 그 과정에 황교안 특검 파견 검사가 있었다."고 말했다.

## 학력
- 1957년 광주초등학교 졸업
- 1960년 경복중학교 졸업
- 1963년 경복고등학교 졸업
- 1967년 서울대학교 공과대학 전기공학과 학사
- 1975년 서울대학교 대학원 법학 석사
- 1980년 서던 메소디스트 대학교 대학원 비교법학 석사

## 경력
- 1983년 8월 13일 대검찰청 검찰연구관
- 1985년 3월 9일 대검찰청 전산관리담당관
- 1986년 4월 30일 법무부 인권과장
- 1987년 6월 10일 법무부 법무과장
- 1989년 8월 25일 서울지방검찰청 서부지청 형사2부장
- 1990년 11월 1일 서울고등검찰청 검사
- 1991년 7월 26일 서울지방검찰청 총무부장
- 1992년 8월 4일 서울지방검찰청 조사부장
- 1993년 9월 22일 서울지방검찰청 2차장검사
- 1994년 9월 23일 ~ 1995년 9월 19일 서울지방검찰청 서부지청 지청장
- 대검찰청 공판송무부장
- 1997년 1월 21일 대검찰청 감찰부장
- 1998년 3월 23일 ~ 1999년 6월 8일 제17대 대검찰청 공안부장
- 2002년 12월 차이나 라이프 발행인
- 2002년 12월 신익희 기념사업회 추진위원회 위원장
- 2013년 9월 ~ : 한반도 인권과 통일을 위한 변호사모임

## 가족
부인 최영옥과 사이에 1남 3녀가 있다. 딸 진은정(秦銀廷)은 서울대학교 법과대학 졸업 후 뉴욕주 변호사 자격을 취득하고 김앤장 법률사무소에 근무한다. 사위인 한동훈도 검사 출신 법무부 장관을 역임했고 2023.12.21일 국민의힘 비상대책위원장에 추대되어 12월 26일 공식취임하였다.  아들 진동균(秦東均, 1977년생)도 서울대학교 경제학과 졸업 후 검사를 역임했지만 2015년 후배 검사를 성추행해 2018년 기소되었고 항소심에서 법정구속되었으며 2021년 징역 10월의 실형이 대법원에서 확정되었다.